# Ping Pong Club villeneuvois
Actualités
Le Ping Pong Club Villeneuvois (PPCV) est un club français de tennis de table situé à Villeneuve-sur-Lot, en Lot-et-Garonne.

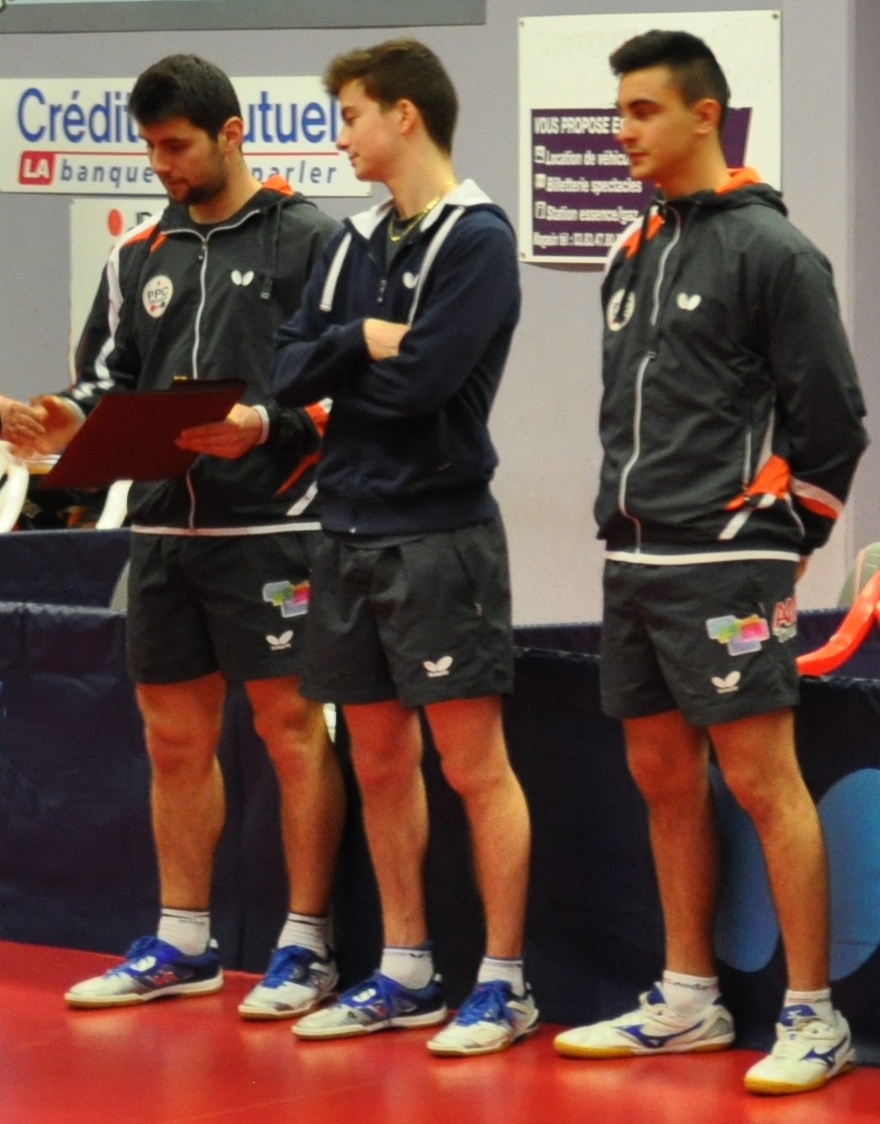
Jérémy Petiot, Antoine Hachard et Stéphane Ouaiche du club de tennis de table PPC Villeneuve-sur-Lot lors d'une rencontre de PRO-B en 2016

## Historique
Le club est créé en 1948 et a atteint le plus haut niveau de son histoire en 2004 avec la montée de l'équipe première masculine en Championnat de Pro B. Après une première saison qui voit les villeneuvois retourner en Nationale 1, le club remonte aussitôt en deuxième division et y évolue depuis 2006. Le PPCV est également le doyen de la Pro B avec 7 saisons disputées à ce niveau. Juin 2013, le club atteint son apogée en décrochant une montée historique en Pro A en terminant premiers ex æquo avec le Caen TTC. Malheureusement, le club perdra le titre pour deux petits sets d'écart.

## Bilan par saison
| Saison    | Championnat | Classement    | Pts | J  | V  | N | D  | Pp | Pc | Diff |
| --------- | ----------- | ------------- | --- | -- | -- | - | -- | -- | -- | ---- |
| 2015-2016 | Pro B       |               |     |    |    |   |    |    |    |      |
| 2014-2015 | Pro B       | 3e            | 39  | 16 | 9  | 5 | 2  | 53 | 30 | +23  |
| 2013-2014 | Pro A       | 9e            | 26  | 18 | 1  | 6 | 11 | 34 | 63 | -29  |
| 2012-2013 | Pro B       | Vice-Champion | 45  | 18 | 11 | 5 | 2  | 60 | 32 | +28  |
| 2011-2012 | Pro B       | 5e            | 36  | 18 | 6  | 6 | 6  | 53 | 50 | +3   |
| 2010-2011 | Pro B       | 5e            | 34  | 16 | 5  | 8 | 3  | 49 | 42 | +7   |
| 2009-2010 | Pro B       | 3e            | 39  | 18 | 9  | 3 | 6  | 53 | 46 | +7   |
| 2008-2009 | Pro B       | 9e            | 31  | 18 | 3  | 7 | 8  | 40 | 58 | -18  |
| 2007-2008 | Pro B       | 4e            | 32  | 16 | 7  | 2 | 7  | 45 | 45 | 0    |
| 2006-2007 | Pro B       | 7e            | 31  | 18 | 3  | 7 | 8  | -  | -  | -    |
| 2005-2006 | N1          | -             | -   | -  | -  | - | -  | -  | -  |      |
| 2004-2005 | Pro B       | 8e            | 26  | 16 | 4  | 2 | 10 | 33 | 54 | -21  |

## Effectif 2018-2019
- Stéphane Ouaiche, champion de France 2014 et 2016
- Adrien Mattenet, champion de France 2015
- Romain Ruiz
- Nima Alamian